# ناحیه بروس (شهرستان چیپوا، میشیگان)
ناحیه بروس (به انگلیسی: Bruce Township) یک منطقهٔ مسکونی در ایالات متحده آمریکا است که در شهرستان چیپوا، میشیگان واقع شده‌است.
 ناحیه بروس ۲۳۴٫۸ کیلومتر مربع مساحت و ۲٬۱۲۸ نفر جمعیت دارد و ۱۹۹ متر بالاتر از سطح دریا واقع شده‌است.